# Bluff (film, 1982)
Pour les articles homonymes, voir Bluff (homonymie).
Bluff est un film français de court métrage réalisé par Philippe Bensoussan et sorti en1982.

## Synopsis
Cinq hommes jouent au poker... Six heures sonnent, une lumière blanche envahit la pièce.

## Fiche technique
- Titre : Bluff
- Réalisation : Philippe Bensoussan
- Scénario : Jean-Louis Bachelier et Philippe Bensoussan
- Photographie : Éric Guichard
- Son : Jean-Paul Mugel
- Montage : Marie-Josèphe Yoyotte
- Production : Ciné-Produc 80
- Durée : 14 minutes
- Date de sortie : 1982

## Récompense
- César du meilleur court-métrage de fiction 1983[1]